# Halden
Halden (rebaptisée Fredrikshald entre 1665 et 1927) est une ville norvégienne située dans le comté de Østfold, à la frontière suédoise. Elle compte environ 30 000 habitants et couvre une superficie de 640 km2 au pied d'une forteresse.
Elle est entourée de forêts et de fjords, et dispose d'un petit port de plaisance.
La principale industrie de la région est celle du bois. La ville héberge entre 70 et 80 PME aux activités très diverses, ainsi que quelques hôtels et restaurants. Halden est la quatrième ville de Norvège en ce qui concerne l'éducation supérieure, la recherche et le développement.

## Histoire
Le roi Charles XII de Suède a été tué au cours du siège de la forteresse de Fredriksten le 30 novembre 1718.

## Industrie

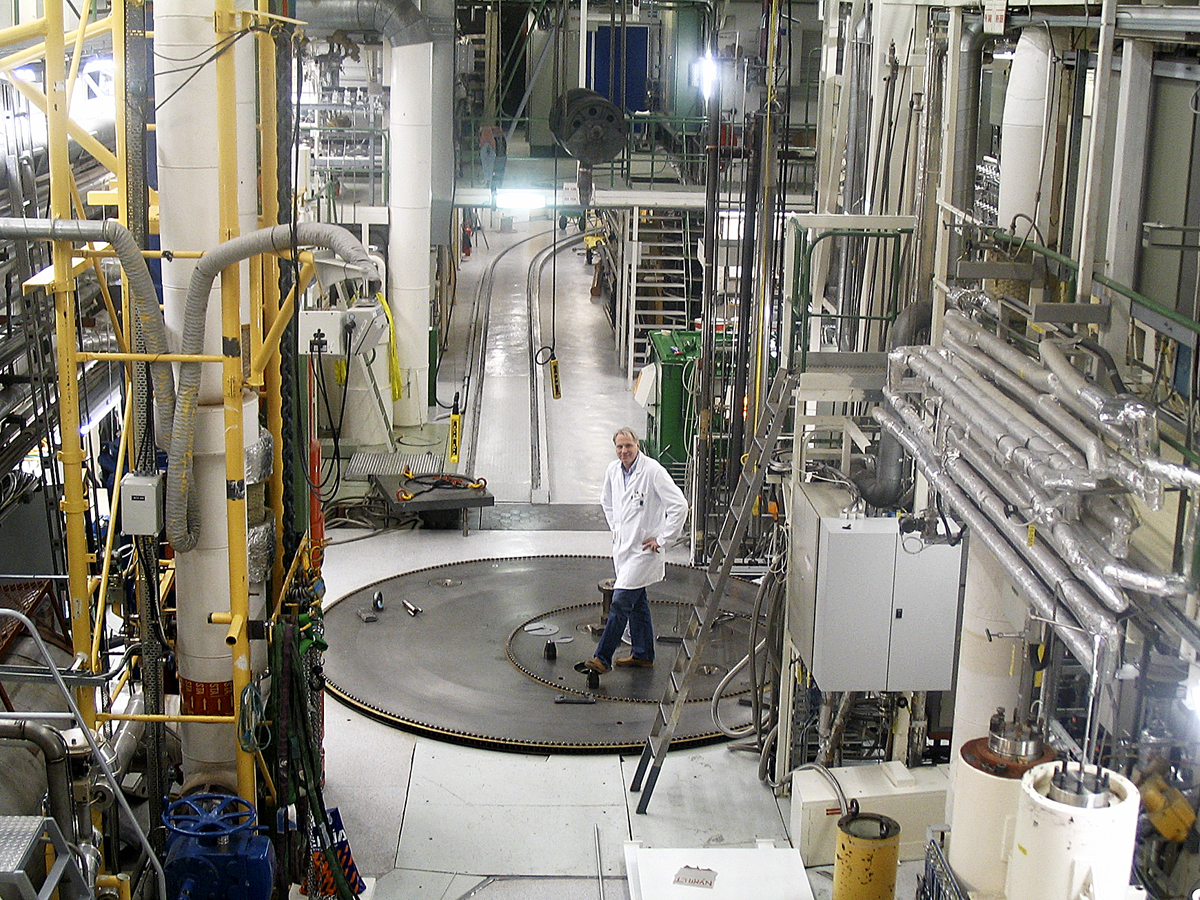

Un des deux réacteurs nucléaires norvégiens est situé à Halden. Ce réacteur est un réacteur nucléaire de recherche à eau bouillante modéré et refroidi à l'eau lourde, d'une puissance thermique de 25 mégawatts, qui a été installé à côté d'une usine de fabrication de papier. Le réacteur est en opération en moyenne six mois dans l'année pour fournir des données utiles à la recherche et accessoirement fournir de la vapeur à l'usine voisine.
Ce réacteur de recherche est le plus important pour la Norvège ; il avait fait l'objet d'un projet démarré en 1958 et il est actuellement exploité par l'Institut pour les techniques de l'énergie (Institutt for energiteknikk).

### Fuite d'iode radioactive
Le 24 octobre 2016 s'est produit un incident significatif sur le réacteur nucléaire HBWR95 de l'IET (Institut technologique de l'énergie) à Halden, lors de manipulation du combustible usagé.
L'autorité Norvégienne de Protection Radiologique (NRPA) a signalé cet incident dans un communiqué du 25 octobre 2016. Le personnel de la centrale a été évacué. Les autorités norvégiennes ont estimé le rejet radioactif à 150 millions de becquerels pour l'iode 131 et 24 millions de becquerels pour l'iode 132.
Selon la fondation norvégienne Bellona d'Oslo, l'Office norvégien de radioprotection (qui surveille ce site depuis 2014) a ensuite demandé l'arrêt du réacteur et a retiré à l'opérateur sa licence d'exploitation du réacteur jusqu'à ce qu'un certain nombre de problèmes soient résolus, et ce n'est pas la première fois souligne la fondation. Cette fois alors que l'IFE s'apprêtait à intervenir sur du combustible usagé dans la salle du réacteur, une fuite d'iode radioactif a eu lieu, qui a contaminé le système de ventilation, fuite qui a perduré le jour suivant. La fuite aurait commencé le 24 octobre à 13 h 45, mais n'aurait été signalée que le lendemain matin à la NRPA (équivalent norvégien de l'ASN).

La NRPA a alors décidé une inspection inopinée, qui a conduit à interrompre la ventilation pour ne plus rejeter de radionucléides dans l'environnement. Puis de l'air pressurisé aurait bloqué les vannes du système de refroidissement du réacteur, empêchant la bonne circulation de l'eau de refroidissement, conduisant à une surchauffe du réacteur.

Les jours suivants, alors que le NRPA continuait à étudier la sûreté du réacteur, l'IFE a d'abord considéré que la situation du réacteur n'était pas « anormale » avant de le juger le 1er novembre selon une note demandée par la NRPA dans un « état très spécial », c'est-à-dire présentant des fluctuations de température interne montrant que le flux de neutrons augmentait de manière critique dans le noyau, avec donc un danger de formation d'hydrogène à partir de l'eau (ce qui a été à l'origine des explosions des cuves de Fukushima en mars 2011). L'IFE a donc demandé au NRPA une autorisation de rouvrir les vannes, avec comme conséquence la libération dans l'air de particules ou gaz radioactifs, dans une proportion qui devait rester selon le NRPA, dans la fourchette des valeurs autorisée par le permis d'exploitation du réacteur.
Selon la fondation Bellona et en France selon la CRIIRAD, étant donné la période radioactive de l'iode 131 (8 jours), le rejet détecté dans toute l'Europe en janvier était récent, mais il ne peut absolument pas s'agir de l'iode 131 rejetés par Halden en octobre 2016 (qui n'était alors presque plus détectable).
Au nord de la Norvège, de l'iode d'origine artificiel a en effet à nouveau été trouvé dans l'air au niveau du sol durant la seconde semaine de janvier puis en Finlande, Pologne, République Tchèque, Allemagne, France et Espagne (jusque fin janvier 2017). En France et ailleurs, un contexte d'inversion de température a pu confiner de l'iode dans les basses couches (le taux maximum de plomb 210Pb a aussi été en janvier de 1 600 µBq/m3 (4 fois le taux habituel) selon réseau OPERA-Air de l’IRSN). Les mesures n'ont porté que sur l'iode particulaire (bien plus facile à capter et doser que l'iode gazeux) qui est 3 à 5 fois moins présent dans l'air que l'iode gazeux. En France, le niveau d'iode 131 particulaire était toujours sous 0,31 µBq/m3, soit un total estimé d'iode 131 inférieur ou égal à 1,5 µBq/m3, sans conséquence sanitaire selon l'IRSN.

## Jumelages
La kommune de Halden est jumelée avec :
- Ringsted (Danemark)
- Skövde (Suède)
- Vammala (Finlande)

## Personnalités
- Thomas Fearnley, né à Fredrikshald le 27 décembre 1802, peintre paysagiste.
- Eva Kolstad, née à Fredrikshald le 6 mai 1918, féministe, ministre et gouverneure (V).
- Otto Thott Fritzner Müller, décédé à Halden le 28 décembre 1944, enseignant et homme politique (H).
- Lars Sponheim, né à Halden le 23 mai 1957, ancien ministre et gouverneur (V).